# Nieuwendijkbrug (Kampen)
De Nieuwendijkbrug is een brug over het Reevediep tussen Kampen en Kamperveen. De brug is ook de doorgaande route naar het net in Gelderland gelegen Noordeinde.
De Nieuwendijkbrug is circa 360 meter lang en is gemaakt van beton. De brug heeft drie dekken. Alle verkeer maakt gebruik van de brug, dus ook de voetgangers, fietsers en landbouwvoertuigen. Behalve door deze brug wordt het Reevediep ook overbrugd door de Reevediepbrug (Rijksweg 50), de spoorbrug Reevediep, de Scheeresluis en de inlaatduiker Het Lange End.
De brug ligt op een plaats waar voorheen een dijk lag, die vroeger een moerasgebied doorsneed, en zo een belangrijke verkeersverbinding vormde. De brug werd gebouwd tussen eind 2016 en juni 2017, in het kader van het project Ruimte voor de Rivier.